# Две зимы и три лета (телесериал)
«Две зимы́ и три ле́та» — российский телесериал Тэмо Эсадзе, снятый по тетралогии Фёдора Абрамова «Пряслины».
Премьерный показ прошёл на телеканале «Россия» с 20 по 31 января 2014 года.

## Сюжет
Эпохальная сага «Две зимы и три лета» — история нескольких поколений жителей небольшой северной деревни Пекашино на фоне истории большой страны. Действие разворачивается с 1942 по 1972 год.
В центре повествования — многодетная семья Пряслиных: мать Анна и шестеро её детей — Михаил, Лиза, близнецы Пётр и Григорий, Фёдор и Таня, а также председатель колхоза Анфиса Минина, фронтовик Иван Лукашин и суровый секретарь райкома Евдоким Подрезов.

## В главных ролях
| Актёр              | Роль              |
| ------------------ | ----------------- |
| Сергей Маковецкий  | Иван Лукашин      |
| Александр Балуев   | Евдоким Подрезов  |
| Наталия Вдовина    | Анфиса Минина     |
| Полина Кутепова    | Лизавета Пряслина |
| Елена Николаева    | Варвара Иняхина   |
| Александр Михайлов | Евсей Мошкин      |
| Антон Хабаров      | Михаил Пряслин    |
| Тимофей Трибунцев  | Егорша            |

## В ролях
| Актёр              | Роль                              |
| ------------------ | --------------------------------- |
| Сергей Романович   | Егорша в юности / Борька          |
| Глеб Пускепалис    | Михаил Пряслин в юности           |
| Александр Коршунов | Илья Нетёсов                      |
| Дмитрий Шевченко   | Пётр Житов                        |
| Ирина Гордина      | Анна Пряслина                     |
| Алина Михайлова    | Лиза Пряслина в детстве           |
| Ирина Латушко      | Лизавета Пряслина в юности        |
| Кирилл Гребенщиков | близнецы Пётр и Григорий Пряслины |
| Мария Бортник      | Раечка Клевакина                  |
| Валерий Гришко     | Степан Ставров                    |
| Татьяна Рассказова | Марфа Репишная                    |
| Геннадий Сайфулин  | Трофим Лобанов                    |
| Юрий Назаров       | Калина Дунаев                     |
| Надежда Маркина    | Евдокия                           |
| Алексей Якубов     | Харитон Лихачёв                   |
| Роберт Ляпидевский | Пронька, ветеринар                |
| Константин Чепурин | Филя-Петух                        |

## Художественные особенности и критика

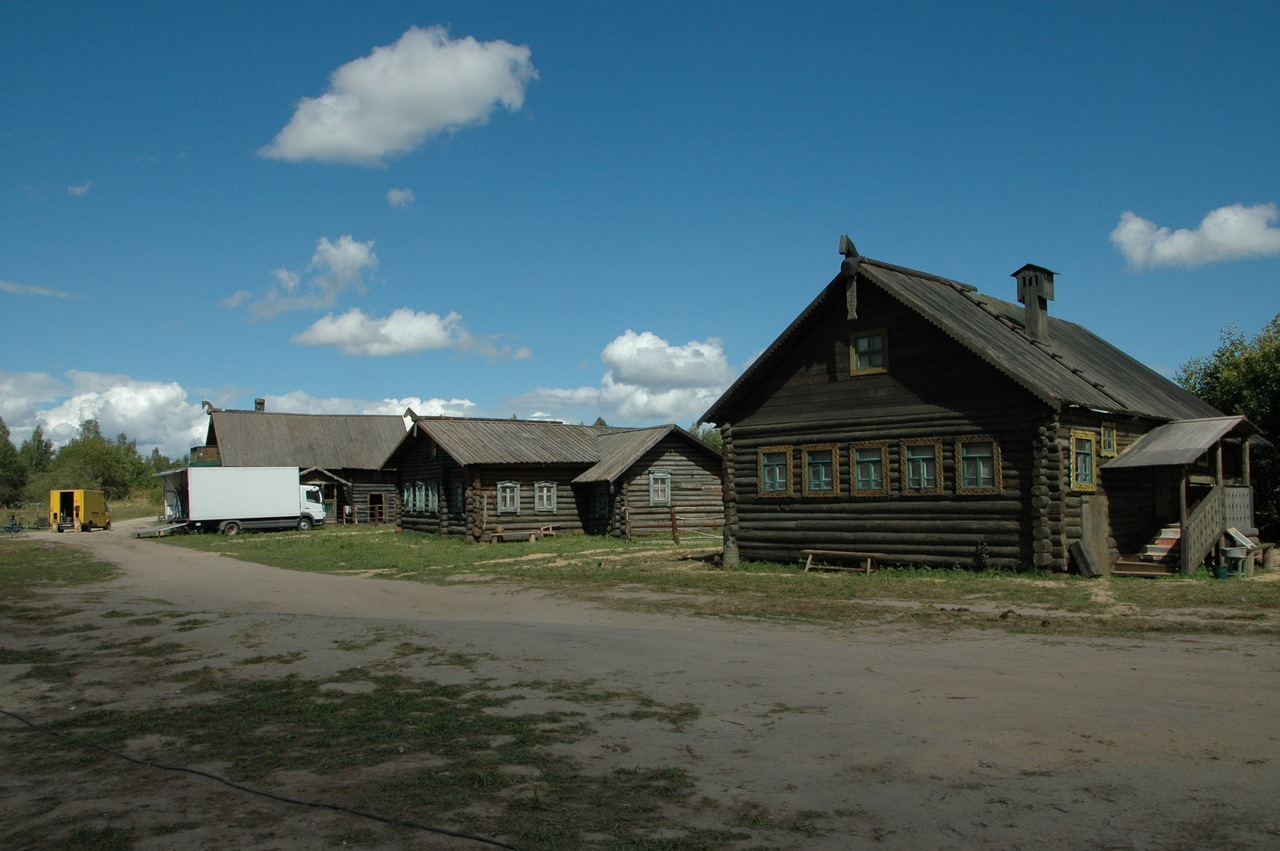
Бутафорская деревня Пекашино во время съёмок сериала

- Специально для съёмок в одном из московских павильонов общей площадью 1 000 квадратных метров, а также в Тверской области на берегу реки Медведицы были выстроены масштабные комплексные декорации деревни Пекашино[2].
- Группа художников в течение нескольких месяцев разыскивала и собирала в деревнях и краеведческих музеях предметы интерьера и кухонную утварь 1940—1970-х годов для наполнения интерьерной декорации, чтобы максимально достоверно воссоздать быт российской деревни середины XX века.
- Костюмы для героев были сшиты на заказ в швейных мастерских Мосфильма по эскизам, взятым из историко-краеведческих музеев Архангельской области.